# Pogrom di Szczuczyn
Il pogrom di Szczuczyn fu un pogrom perpetrato dai polacchi ai danni della comunità ebraica di Szczuczyn tra il giugno e l'agosto del 1941 durante l'occupazione della Polonia da parte dei nazisti.

## Contesto
Circa il 56% dei 4 502 abitanti residenti in città prima della guerra erano ebrei. Dopo lo scoppio della seconda guerra mondiale Szczuczyn fu brevemente occupata alle forze tedesche che impiegarono 350 uomini, per lo più ebrei, nei lavori forzati, dei quali solo 30 tornarono dopo cinque mesi. La città fu poi ceduta ai sovietici, i quali arrestarono i ricchi residenti della città, inclusi molti ebrei. Una ventina di famiglie ebree furono deportate in Siberia il 21 giugno 1941, mentre circa 2000 ebrei rimasero in città. I sovietici mantennero il controllo di Szczuczyn fino all'inizio dell'operazione Barbarossa nel giugno 1941. I tedeschi, tuttavia, aggirarono Szczuczyn nella loro avanzata verso est, lasciando il controllo della città ai polacchi.

## Massacro di giugno
La notte del 25 giugno alcuni ebrei vennero assassinati dai polacchi in tre diversi incidenti. Il 28 giugno un gruppo di polacchi armati di ascia uccise circa trecento ebrei, concentrandosi sulle famiglie benestanti, poi gettò i loro cadaveri nei fossati anticarro vicino alla città. Il massacro venne descritto dettagliatamente dal superstite Chaye Soika-Golding, il quale affermò come le donne ebree avessero tentato di fare appello ai sacerdoti locali e all'intellighenzia polacca per fermare il pogrom, ma senza successo. Le donne allora chiesero aiuto ad un'unità di soldati tedeschi di passaggio, i quali, dopo aver ricevuto in dono sapone, caffè e volontariato dalle donne, alla fine intervennero, ponendo fine al pogrom.

## Massacro di luglio
Circa 100 ebrei furono giustiziati dai poliziotti polacchi insediati dai sovietici nel cimitero ebraico della città il 24 luglio 1941.

## Conseguenze
L'8 agosto 1941 la Gestapo prese il controllo della città. Circa 600 ebrei furono assassinati nel cimitero e quelli sopravvissuti furono rinchiusi nel ghetto cittadino. Il 2 novembre 1942 i restanti abitanti del ghetto furono deportati prima nel campo di transito di Bogusze e poi in quello di sterminio di Treblinka.
Nell'agosto 1941, una ventina di donne ebree del ghetto di Szczuczyn furono violentate, derubate e uccise dai loro datori di lavoro polacchi mentre lavoravano nei campi di Bzury. In un processo del 1950 istituito dalle autorità comuniste, il polacco Stanislaw Zalewski fu riconosciuto colpevole e condannato a morte, pena poi commutata nella carcerazione. Altri sei polacchi furono imputati nello stesso processo, ma i loro nomi e il loro destino sono incerti.